# Котюржинці (Теофіпольська селищна громада)
Котю́ржинці — село в Україні,  у Теофіпольській селищній громаді Хмельницького району Хмельницької області. Розташоване на півночі району на річці Полкві. До 2020 підпорядковувалось Карабіївській сільській раді. 

## Історія
Засноване 1561 році. Заснував село князь Костянтин Острозький. Спочатку виникли два поселення – Котюржинці Великі і Котюржинці Малі.
7 (20) листопада 1917 року, відповідно до.Третього Універсалу Української Центральної Ради, увійшло до складу Української Народної Республіки.
12 червня 2020 року, відповідно до розпорядження Кабінету Міністрів України № 727-р «Про визначення адміністративних центрів та затвердження територій територіальних громад Хмельницької області», увійшло до складу Теофіпольської селищної громади.
19 липня 2020 року, в результаті адміністративно-територіальної реформи та ліквідації Теофіпольського району, село увійшло до складу Хмельницького району.

## Сучасність
У селі працює загальноосвітня школа, клуб, фельдшерсько-акушерський пункт.